# Archibald Koe
Archibald Stephen Koe (* 26. April 1865; † 26. April 1915 vor der Halbinsel Gallipoli) war ein Berufsoffizier der britischen Armee und im Rang eines Oberstleutnants Kommandeur des 1. Bataillons der King’s Own Scottish Borderers (KOSB).
Koe trat 1886 in die Armee ein und diente in verschiedenen Kolonialverwendungen. 1913 wurde er Kommandeur des 1st KOSB. In dieser Funktion nahm er im Rahmen der gescheiterten Expedition nach Gallipoli an der Landung am Kap Helles teil. Er landete am 25. April 1915 mit seinem Bataillon am Strandabschnitt Y und wurde bei einem türkischen Gegenangriff schwer verwundet.
An Bord zurückgebracht erlag er am 26. April, seinem 50. Geburtstag, seinen Wunden und wurde auf See bestattet. Sein Name befindet sich auf dem später errichteten Helles Memorial auf Kap Helles.
| Personendaten    | Personendaten                                           |
| ---------------- | ------------------------------------------------------- |
| NAME             | Koe, Archibald                                          |
| ALTERNATIVNAMEN  | Koe, Archibald Stephen                                  |
| KURZBESCHREIBUNG | britischer Berufsoffizier im Rang eines Oberstleutnants |
| GEBURTSDATUM     | 26. April 1865                                          |
| STERBEDATUM      | 26. April 1915                                          |
| STERBEORT        | vor der Halbinsel Gallipoli                             |